# Guatteria asplundiana
Guatteria asplundiana är en kirimojaväxtart som beskrevs av Robert Elias Fries. Guatteria asplundiana ingår i släktet Guatteria och familjen kirimojaväxter. Inga underarter finns listade i Catalogue of Life.